# Bytecode
El bytecode (o byte-code) és un codi intermedi més abstracte que el codi màquina. Habitualment és tractat com un fitxer binari que conté un programa executable similar a un mòdul objecte, que és un fitxer binari produït pel compilador el contingut del qual és el codi objecte o codi màquina.
El bytecode rep el seu nom perquè usualment cada codi d'operació té una longitud d'un byte, si bé que la longitud del codi de les instruccions varia. Cada instrucció té un codi d'operació entre 0 i 255 seguit de paràmetres tals com els registres o les adreces de memòria. Aquesta seria la descripció d'un cas típic, si bé l'especificació del bytecode depèn àmpliament del llenguatge.
Com a codi intermedi, es tracta d'una forma de sortida utilitzada pels implementadors de llenguatges per reduir la dependència respecte del maquinari específic i facilitar la interpretació. Menys freqüentment s'utilitza el bytecode com a codi intermedi en un compilador. Alguns sistemes, anomenats traductors dinàmics o compiladors «just a temps» tradueixen el bytecode a codi màquina immediatament abans de la seva execució per millorar la velocitat d'execució.
Els programes en bytecode solen ser interpretats per un intèrpret de bytecode (en general anomenat màquina virtual, ja que és anàleg a un ordinador). El seu avantatge és la seva portabilitat: el mateix codi binari pot ser executat en diferents plataformes i arquitectures. És el mateix avantatge que presenten els llenguatges interpretats. Tanmateix, com el bytecode és en general menys abstracte, més compacte i més orientat a la màquina que un programa pensat per a la seva modificació per humans, el seu rendiment sol ser millor que el dels llenguatges interpretats. A causa d'aquesta millora en el rendiment, molts llenguatges interpretats, de fet, es compilen per convertir-los en bytecode i després són executats per un intèrpret de bytecode. Entre aquests llenguatges es troben Perl, PHP i Python. El codi Java sol ser transmès com a bytecode a la màquina receptora, que utilitza un compilador just a temps o jit per les seves inicials en anglès, per traduir el bytecode en codi màquina abans de la seva execució.
Són així mateix interessants els denominats p-Codes, similars a bytecodes però els codis d'operació de les quals poden constar de més d'un byte i poden ser variables en grandària, com els opcodes de moltes CPUs. Aquests codis treballen a nivell molt alt, incloent instruccions de l'estil de «imprimeix aquesta cadena» o «borra la pantalla». Per exemple, BASIC utilitza p-Codes.